# دهه ۹۱۰ (میلادی)
دهه ۹۱۰ (میلادی) دهه نود و یکم تقویم میلادی است.

## درگذشتگان
‎